# 日本音楽協議会
日本音楽協議会（にほんおんがくきょうぎかい）は、1965年旧日本労働組合総評議会（総評）系の労働組合が中心となって結成した勤労者の音楽団体。略称＝「日音協」。
1964年5月16日の「第9回全電通のうたごえ祭典」（宮城県仙台市）開催をめぐって、日本のうたごえ実行委員会と全国電気通信労働組合（全電通。現在のNTT労働組合）・総評の組合幹部の意見が対立したことをきっかけに1965年11月4日に発足した。対立の背景として、当時の最大野党である日本社会党の支持を明確にしている総評幹部と、もともと少数派の野党である日本共産党の青年組織を母体として発展してきた中央合唱団を中心に据える日本のうたごえ実行委員会の幹部には、運動の路線や政党支持、ソ連や中国などとの対外的な対応にも隔たりがあったことがあげられる。
日本のうたごえ実行委員会の運動ノウハウを活用し、総評の盤石な財政力、動員力、職場での総評系労組の優勢を背景に、全国的な組織体制を早期に確立することに成功した。
1967年から全国的な祭典である「はたらくものの音楽祭」を開催しているが、2005年度の総会では、参加労組の脱退、機関紙の減部、音楽祭の維持・継続が困難な状況も報告され、2006年度より個人会員制に移行。近年の「はたらくものの音楽祭」の参加者は、のべ人数で400人から500人。機関紙『音楽運動』が発行されている。
地方支部として、北海道、青森県、岩手県、秋田県、福島県、富山県、長野県、茨城県、東京都、千葉県、九州、香川県、沖縄県があり、広島県では音楽サークル協議会が組織されている。2018年度より新潟県支部が結成。
「つくり・うたい・つなぎ・ひろめる」をスローガンとする。

## 沿革
- 1965年11月4日、全電通、全逓（全逓信労働組合。のちの日本郵政公社労働組合）、全日本森林林業木材関連産業労働組合連合会（全林野）が中心となって日本社会党をはじめ、日本私鉄労働組合総連合会、国鉄労働組合、全専売労働組合などの労働組合が参加した結成され[5]、初代会長に芥川也寸志が就任[6]。
- 1966年12月3日、同協議会規約施行。
- 1966年12月5日、同協議会主催、ベトナムに平和を!市民連合後援「反戦・抵抗の歌のタ（ゆうべ）」日比谷公会堂、600名が参加[7]。
- 1967年、「第1回はたらくものの音楽祭」、大田体育館・神田共立講堂で開催。「みんなでうたおう未来にかけて」「ベトナムにとどく歌を・沖縄の祖国復帰をうたおう」がスローガン[8]。同年、『はたらくものの歌集』（芥川也寸志、岡田和夫、印牧真一郎監修）発行。
- 1976年4月20日うたのひろば第1集発行
- 1979年3月1日うたのひろば第2集発行
- 1982年6月1日うたのひろば第3集発行
- 1986年2月28日うたのひろば第4集発行
- 1991年2月21日うたのひろば第5集発行
- 1993年8月、自治労音楽協議会結成[2]。
- 1995年6月8日歌集ありがとう私のうた発行
- 2010年10月9日うたのひろば第6集+CD発行
- 2007年、「第40回はたらくものの音楽祭」開催。